# 維斯卡瓦克山
14°48′34″S 72°20′21″W / 14.80944°S 72.33917°W
維斯卡瓦克山（Wiska Waqi），是秘魯的山峰，位於該國南部庫斯科大區，由瓊比維卡省的聖托馬斯區負責管轄，屬於萬索山脈的一部分，海拔高度5,291米。